# Lankascincus deignani
Espèce
Synonymes
- Sphenomorphus deignani Taylor, 1950

Statut de conservation UICN

 EN B1ab(iii) : En danger
Lankascincus deignani est une espèce de sauriens de la famille des Scincidae.

## Répartition
Cette espèce est endémique du Sri Lanka.

## Étymologie
Cette espèce est nommée en l'honneur d'Herbert Girton Deignan (1906–1968).

## Publication originale
- Taylor, 1950 : Ceylonese Lizards of the Family Scincidae. University of Kansas Science Bulletin, vol. 33, no 13, p. 481-518 (texte intégral).